# Nilea aurea
Nilea aurea là một loài ruồi trong họ Tachinidae.